# Réveillon (cena)

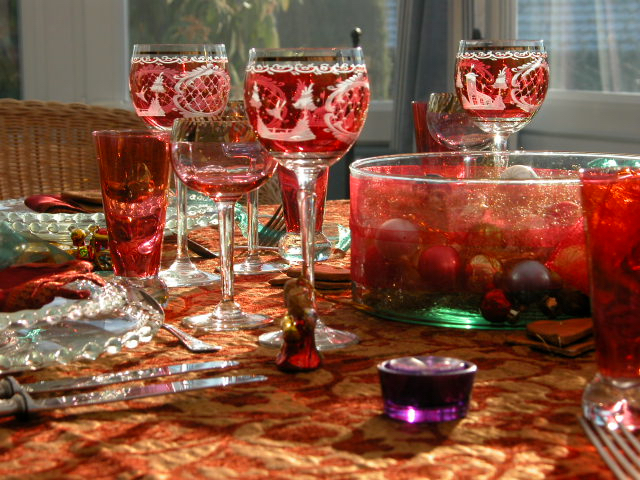
Tavola apparecchiata in occasione di un réveillon nel 2003.

Un réveillon (AFI: [ʁevɛjɔ̃] in lingua francese) è un pasto festivo che riunisce la famiglia o gli amici fino a tarda notte, più precisamente una lunga cena che si tiene la sera della vigilia di Natale e la notte di San Silvestro. Il suo nome discende dalla parola réveil (che significa "veglia, veglione"), perché la partecipazione implica rimanere svegli fino al mattino, quando il pasto finisce.
La pratica è osservata in Belgio, Francia, Brasile, Romania, nelle province canadesi di Québec, Manitoba, Ontario, Alberta e New Brunswick, la città di New Orleans, e in alcuni altri luoghi di lingua francese. Nei paesi di lingua portoghese, è anche un'indicazione per la festa che precede il Capodanno. Negli Stati Uniti, la tradizione del réveillon è ancora osservata a New Orleans a causa della forte eredità franco-creola della città, con un certo numero di ristoranti della città che offrono speciali menu réveillon alla vigilia di Natale. È anche osservato da molte famiglie franco-americane in tutto il New England.

## Etimologia
Il termine è stato documentato per la prima volta in Francia nel XVII secolo, ed era usato dai francesi come nome che indicava le cene notturne tenute dalla nobiltà. Alla fine la parola iniziò ad essere usata da altri paesi e dopo la Rivoluzione francese fu adottata come definizione del capodanno.
Nell'attuale cultura francese, réveillon è il nome della festa serale del giorno prima di Natale e del giorno prima di Capodanno. In quel paese, il termine è più comunemente usato a Natale, ma è anche usato a Capodanno come "Réveillon de la Saint-Sylvestre" (veglione di San Silvestro), perché il 31 dicembre è il giorno di São Silvestre. In Brasile e Portogallo, il termine è diventato popolare per riferirsi alla festa di Capodanno.

## Portate
Gli alimenti consumati ai réveillons sono generalmente eccezionali o lussuosi. Ad esempio, gli antipasti possono includere aragosta, ostriche, escargot o foie gras, ecc. Un piatto tradizionale è il tacchino con castagne.  Nei réveillons in Québec è spesso inclusa una varietà di tourtière.
Il dessert può consistere da un tronchetto di Natale, noto come bûche de Noël. In alcune province francesi, come Provenza, si segue la tradizione dei tredici dolci: vengono serviti tredici dessert, tra cui quasi invariabilmente pompe à l'huile, datteri, ecc.
Di solito durante queste cene si consuma vino di qualità, spesso accompagnato da champagne o spumanti simili come conclusione.

## Nome in altri paesi
In Italia si chiama "cena di Natale" per Natale e "cenone di Capodanno" per Capodanno.
In Polonia si chiama "Wigilia" per Natale.
In Portogallo e in Brasile si chiama "Ceia de Natal" per Natale e "Ceia de Ano Novo" per Capodanno. Inoltre, la parola réveillon (in alternativa chiamata "virada do ano" in Brasile) si riferisce a livello nazionale alla vigilia di Capodanno.
In Lituania si chiama "Kūčios" per Natale.